# Mionectes
Mionectes – rodzaj ptaków z podrodziny muchotyraników (Pipromorphinae) w rodzinie muchotyranikowatych (Pipromorphidae).

## Zasięg występowania
Rodzaj obejmuje gatunki występujące w południowym Meksyku, Ameryce Centralnej i Południowej.

## Morfologia
Długość ciała 12–14 cm; masa ciała 7,5–18,5 g.

## Systematyka

### Etymologia
- Mionectes: gr. μειονεκτης meionektēs „mało, ktoś kto poniósł stratę”, od μειονεκτεω meionekteō „mieć za mało, ponieść stratę”[7].
- Pipromorpha: rodzaj Pipra Linnaeus, 1764 (gorzyk); gr. μορφη morphē „wygląd, kształt”[8]. Gatunek typowy: Muscicapa oleagina M.H.C. Lichtenstein, 1823.
- Anomalopterus: gr. ανωμαλος anōmalos „dziwny”, od negatywnego przedrostka αν- an-; ομαλος omalos „równo”; -πτερος -pteros „-skrzydły”, od πτερον pteron „skrzydło”[9]. Gatunek typowy: Mionectes poliocephalus von Tschudi, 1844 (= M[uscicapa]. striaticollis d’Orbigny & Lafresnaye, 1837).

### Podział systematyczny
Do rodzaju należą następujące gatunki:
- Mionectes striaticollis (d’Orbigny & Lafresnaye, 1837) – muchotyranik cętkowany
- Mionectes olivaceus Lawrence, 1868 – muchotyranik oliwkowy
- Mionectes oleagineus (M.H.C. Lichtenstein, 1823) – muchotyranik ochrowy
- Mionectes macconnelli (C. Chubb, 1919) – muchotyranik rdzawy
- Mionectes roraimae (C. Chubb, 1919) – muchotyranik zielonawy
- Mionectes rufiventris Cabanis, 1846 – muchotyranik szarogłowy